# ガラゴ属
ガラゴ属（ガラゴぞく、Galago）は、哺乳綱霊長目ガラゴ科に分類される属。別名ショウガラゴ属。

## 分類

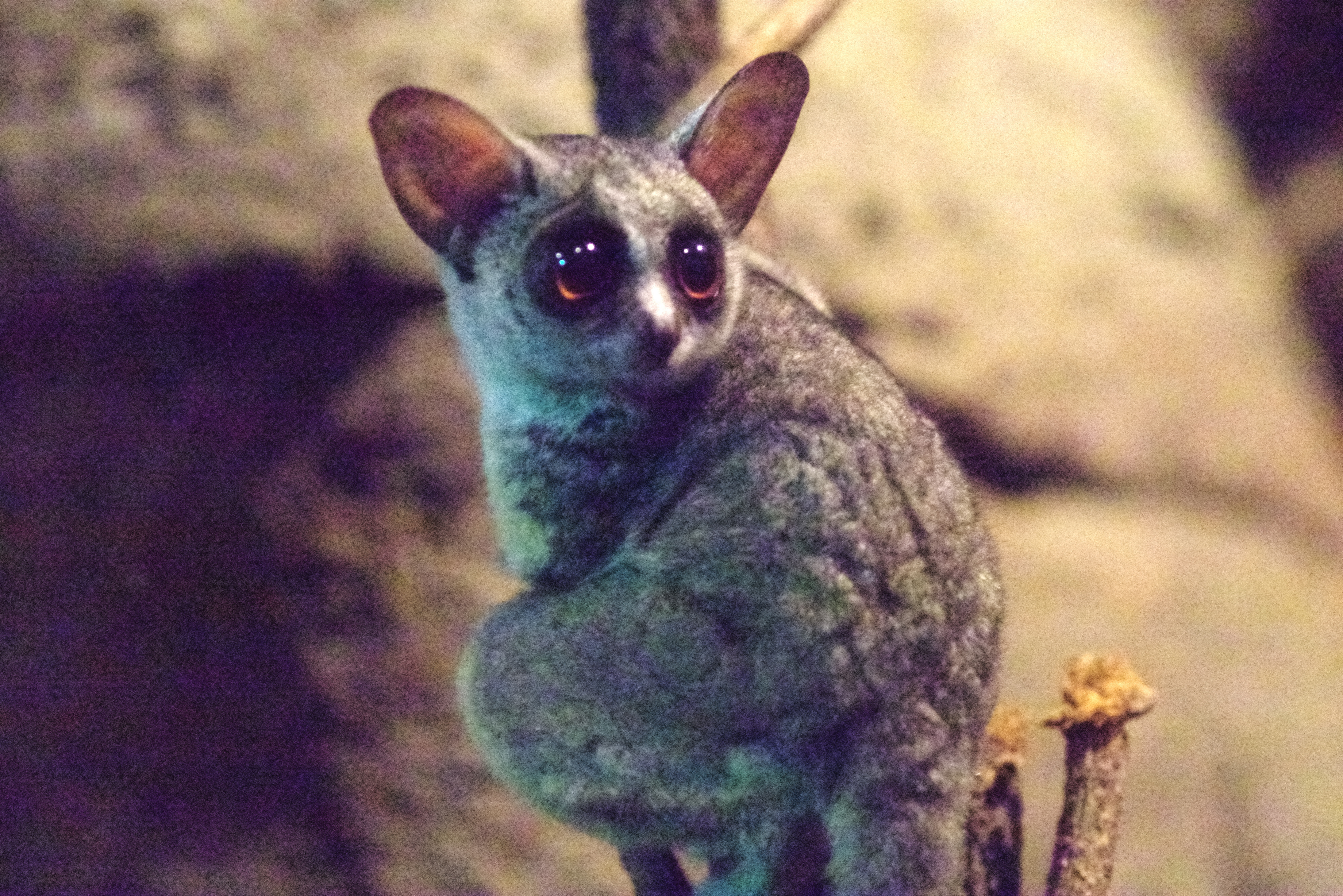
名古屋市東山動物園で夜行性展示中のショウガラゴ

かつてはハリヅメガラゴ属Euoticusやオオガラゴ属Otolemurを亜属として本属に含めることもあった。2005年に発表されたGrovesによる分類では、コビトガラゴ属Galagoidesやアレンガラゴ属Sciurocheirusは本属のシノニムとされていた。一方で2003年にはこれらの属を分割する説も提唱されていた。分子系統解析では、ザンジバルコビトガラゴ（ザンジバルガラゴ）などで構成されるグループ（Galago・Galagoides・Paragalago属とする説がある）が狭義の本属と姉妹群を形成すると推定されている。
以下の分類・和名・英名は、日本モンキーセンター霊長類和名リスト（2018年11月版）に従う。
- Galago gallarum ソマリアガラゴ Somali lesser galago
- Galago matschiei マチーガラゴ Matschie's lesser galago
- Galago moholi モホールガラゴ Mohol lesser galago
- Galago senegalensis ショウガラゴ Senegal lesser galago